# Strö socken
För andra betydelser, se Strö socken (olika betydelser).
Strö socken i Västergötland ingick i Kållands härad, uppgick 1969 i Lidköpings stad och området ingår sedan 1971 i Lidköpings kommun och motsvarar från 2016 Strö distrikt.
Socknens areal är 20,51 kvadratkilometer varav 20,32 land. År 2000 fanns här 674 invånare. Stola herrgård, lämningarna efter Lindholmens slott samt sockenkyrkan Strö kyrka ligger i socknen.

## Administrativ historik
Socknen har medeltida ursprung. 
Vid kommunreformen 1862 övergick socknens ansvar för de kyrkliga frågorna till Strö församling och för de borgerliga frågorna bildades Strö landskommun. Landskommunen uppgick 1952 i Norra Kållands landskommun som 1969 uppgick i Lidköpings stad som 1971 ombildades till Lidköpings kommun. Församlingen uppgick 2002 i Sunnersbergs församling.
1 januari 2016 inrättades distriktet Strö, med samma omfattning som församlingen hade 1999/2000.  
Socknen har tillhört län, fögderier, tingslag och domsagor enligt vad som beskrivs i artikeln Kållands härad. De indelta soldaterna tillhörde Västgöta-Dals regemente, Kållands kompani.

## Geografi
Strö socken ligger norr om Lidköping på norra Kålland med Vänern och Spårön i nordväst. Socknen är en småkuperad skogsbygd med odlingsmark i dalgångar.

## Fornlämningar
Från bronsåldern finns spridda gravrösen och skärvstenshögar. Från järnåldern finns fyra gravfält med stensättningar.

## Namnet
Namnet skrevs 1344 Strö och kommer från kyrkbyn. Namnet kan innehålla strö, 'vattendrag, å' och då syfta på ett vattendrag vid kyrkan. Alternativt kan det innehålla strö, 'tvärstockar på en bro' och syfta på en bro vid kyrkan.